# Fainaru faito - Saigo no ichigeki
Fainaru faito - Saigo no ichigeki (titulada: La Máquina de Ganar en Argentina, Contacto final en Perú y Bloodfight (Lucha sangrienta) en España) es una película hongkonesa de acción, aventura y drama de 1989, dirigida por Shûji Gotô, escrita por Yoshiaki Kashigawa, musicalizada por Yuji Oguchi, en la fotografía estuvo Nobuaki Murano y los protagonistas son Yasuaki Kurata, Simon Yam y Bolo Yeung, entre otros. El filme fue realizado por Kurata Film Company y se estrenó el 24 de junio de 1989.

## Sinopsis
Hace algunos años, un hombre dejó el mundo de las artes marciales de lucha libre, ahora vuelve a ese ámbito letal, luego de que su mejor alumno falleciera en el certamen.